# 斯昆石

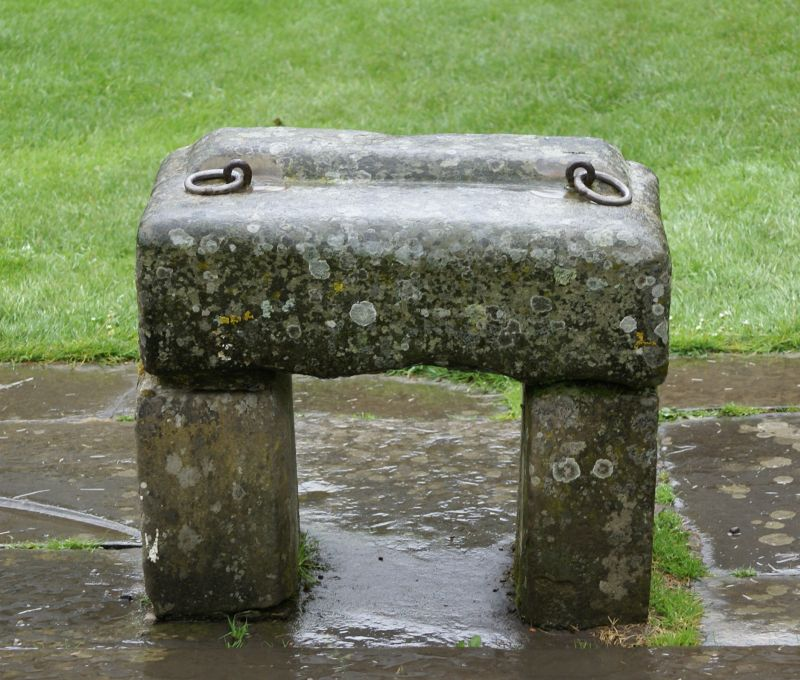
斯昆石复制品

斯昆石（英語：Stone of Scone），通称“命运石”或“加冕石”，乃苏格兰历代國王加冕时使用的一块砂岩。斯昆石色淡黄，呈长方體，长26英寸（66.0），宽16英寸（40.6），高11英寸（27.9），重336磅（152.4）。据凯尔特人传说，雅各看见天使时（圣经旧约创世记二十八10~22），正是头枕此石，因此又名“雅各的枕头”、“雅格的支柱”或者“酋长石”。该石曾被保存在现已废弃的珀斯郡斯昆修道院中，因而得名。

## 历史传统
早在来自爱尔兰的达尔瑞达王朝征服苏格兰之前，他们就已经有使用斯昆石作为加冕石的传统。随着他们的征服，这也变成了苏格兰的传统。可以肯定的是，大约847年的时候，肯尼思一世在其加冕典礼就坐在此石之上。之后的苏格兰国王们都遵循这一传统。斯昆石也因此成为了苏格兰的国家象征之一。四百多年间，这块石头始终没有离开斯昆修道院。

## 西敏寺

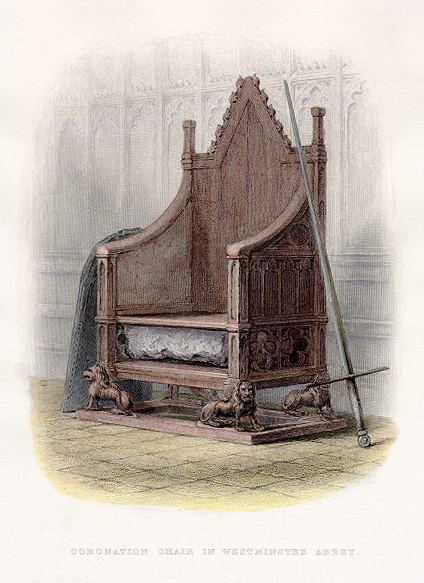
斯昆石在西敏寺的英王加冕宝座，1855年.

1296年，爱德华一世将斯昆石作为战利品掳回英格兰，安置在西敏寺英王加冕宝座圣爱德华宝座之下，象征英格兰和苏格兰统一在英王王權之下。不过，爱德华帶走的是否是真正的斯昆石一直都有争论。据传，斯昆修道院的僧侣们将真正的斯昆石藏在泰河或埋在登斯南丘(Dunsinane Hill)。这很可能是真实的，因为现有的这块斯昆石并不完全符合古人的描述。随着僧侣的逝去，真相已無從可考。
1328年，根据苏格兰和英格兰签署的《爱丁堡-北安普敦条约》，英王爱德华三世曾同意将斯昆石送还苏格兰，然这一允诺从未兑现。

## 争夺和损坏
1950年圣诞节，四名苏格兰学生(Ian Hamilton, Gavin Vernon, Kay Matheson和Alan Stuart)决意要从西敏寺将斯昆石盗取出来送还苏格兰。在行动中，他们失手将斯昆石摔成了两半。在肯特躲藏了几个星期后，他们成功地将斯昆石藏在一部借来的车後座，穿越了警方布置在苏格兰和英格兰之间的封锁线。学生们将斯昆石交给了格拉斯哥的一位资深政治家。这位政治家安排专家修复了石头并严加收藏。英国政府展开了大规模搜寻，可是一无所获。
1951年4月11日，苏格兰人认为英国政府已经屈从于民意，于是举行了富有象征意义的庆典，将斯昆石供奉在安格斯郡阿布罗斯修道院的祭坛上，希望交由苏格兰教会保管，但伦敦警方獲知此事後立即将其运回西敏寺。此后，一直有传言警方只拿到了复制品。

## 回归苏格兰

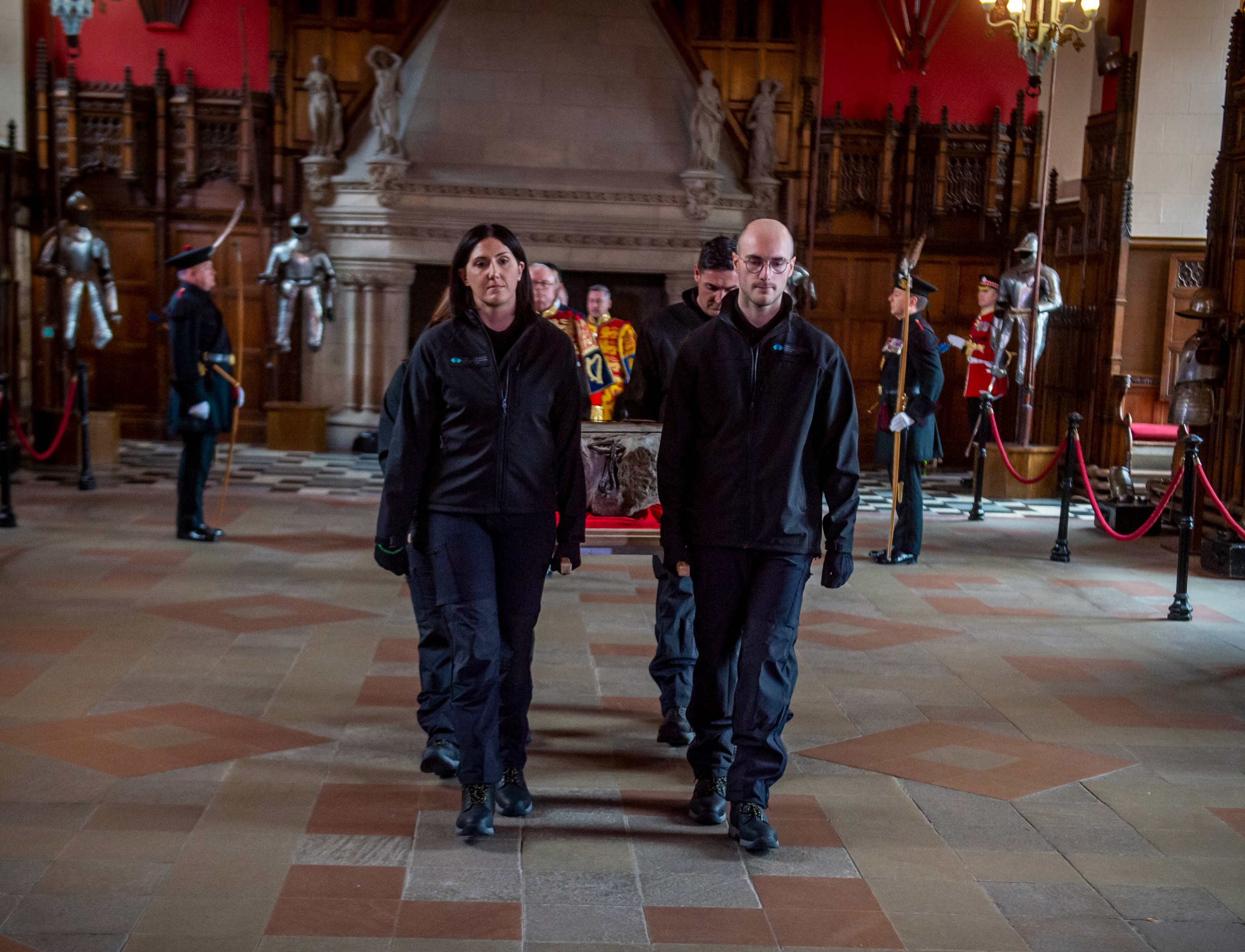
2023年4月28日，斯昆石离开爱丁堡城堡准备運往伦敦参与查爾斯三世國王的加冕典礼

1996年，英国政府终于决定将斯昆石归还苏格兰，1996年11月15日，在两地边境上，英国内政部和蘇格蘭事務部的代表举行了一个交接仪式，之后，斯昆石被带回爱丁堡城堡安放至今。由于爱丁堡城堡现在仍是皇家苏格兰兵團总司令部驻地，因此一些苏格兰人仍然希望斯昆石能被转移到更普通的地点安放。2020年蘇格蘭政府宣佈斯昆石將移至伯斯。
虽然斯昆石现在已经回到苏格兰，但是未来英王要举行加冕典礼时，斯昆石仍然需要运回西敏寺，安放在圣爱德华宝座下，最近的一次是在2023年5月6日於現任國王查爾斯三世的加冕典礼上。